# Guadua latifolia
Guadua latifolia är en gräsart som först beskrevs av Carl Sigismund Kunth, och fick sitt nu gällande namn av Carl Sigismund Kunth. Guadua latifolia ingår i släktet Guadua och familjen gräs. Inga underarter finns listade i Catalogue of Life.